# Fader Label
Fader Label (estilizado como FADER Label) é uma gravadora independente sediada na cidade de Nova Iorque. A gravadora já lançou álbuns de diversos artistas underground e de nicho, dentre eles, Slayyyter, Clairo, Matt and Kim, Yuna, Neon Indian e outros. Ela foi fundada em 2002 por Rob Stone e Jon Cohen, que também fundaram a revista de mesmo nome.

## História
A FADER foi fundada no ano de 2002 por Rob Stone e Jon Cohen. Ela seguiu o lançamento da revista The FADER três anos antes, em 1999. A gravadora estabeleceu um contrato de distribuição com a Caroline Distribution em 2016, que por sua vez é parte do Capitol Music Group, sendo uma seção de distribuição e serviço independente. Em 2021, a Caroline Distribution veio a se tornar parte da Virgin Label & Artist Services, serviço da Universal Music Group.
Em outubro de 2019, a gravadora anunciou oficialmente a expansão de seu time, fazendo deste o maior time nos 17 anos de história da empresa, além da adição de novos artistas ao selo.

## Lançamentos
- Troubled Paradise - Slayyyter (2021)
- Over This! - Slayyyter (2021)
- Cowboys - Slayyyter (2021)
- Clouds - Slayyyter (2021)
- Troubled Paradise (single) - Slayyyter (2021)
- Throatzillaaa - Slayyyter (2020)
- Self Destruct - Slayyyter (2020)
- August - Lewis Del Mar (2020)
- Immunity - Clairo (2019)
- Almost Everyday - Matt and Kim (2018)
- diary 001 (EP) - Clairo (2018)
- We Were the Weirdos – Matt and Kim (2016)
- Lightning – Matt and Kim (2012)
- Yuna – Yuna (2012)
- Decorate (EP) – Yuna (2011)
- Sidewalks – Matt and Kim (2010)
- In This Light and on This Evening – Editors (2009)
- Grand – Matt and Kim (2009)
- From the Mountain to the Sea – Birdmonster (2008)
- The Inevitable Rise and Liberation of NiggyTardust! – Saul Williams (2007)

## Artistas atuais
- Lewis Del Mar
- Clairo
- Matt and Kim
- Charlie Burg
- Super Duper
- Fractures
- Slayyyter
- James Ivy
- Ella Jane

## Artistas no catálogo da gravadora
- Neon Indian
- Saul Williams
- The Bots
- Alan Vega
- Editors
- The Cool Kids